# Teardrop
Teardrop е песен на Масив Атак от албума Mezzanine, която е пусната като сингъл на 27 април 1998 година. Песента е пореден хит за групата, достигайки топ 10 в британския Ю Кей Сингълс Чарт. Вокалите са на Елизабет Фрейзър от Кокто Туинс.
„Teardrop“ е използвана като фон в много ТВ сериали и филми, като може би най-запомнящо се в медицинския сериал „Д-р Хаус“. Инструменталната част от песента, която напомня на сърцебиене, озвучава интрото на сериала.

## Клип
В клипа изкуствен ембрион, намиращ се в утробата на майката, пее песента. Видеото е режисирано от Уолтър Стърн.